# Ґуйськ
Ґуйськ (пол. Gójsk) — село в Польщі, у гміні Щутово Серпецького повіту Мазовецького воєводства.
Населення — 569 осіб (2011).
У 1975-1998 роках село належало до Плоцького воєводства.

## Демографія
Демографічна структура станом на 31 березня 2011 року:
|          | Загалом | Допрацездатний вік | Працездатний вік | Постпрацездатний вік |
| -------- | ------- | ------------------ | ---------------- | -------------------- |
| Чоловіки | 267     | 62                 | 180              | 25                   |
| Жінки    | 302     | 67                 | 170              | 65                   |
| Разом    | 569     | 129                | 350              | 90                   |